# Mesechthistatus
Mesechthistatus is een kevergeslacht uit de familie van de boktorren (Cerambycidae). De wetenschappelijke naam van het geslacht werd voor het eerst geldig gepubliceerd in 1950 door Breuning.

## Soorten
Mesechthistatus omvat de volgende soorten:
- Mesechthistatus binodosus (Waterhouse, 1881)
- Mesechthistatus fujisanus Hayashi, 1957
- Mesechthistatus furciferus (Bates, 1884)
- Mesechthistatus taniguchii (Seki, 1944)